# Per Martin-Löf
Pour les articles homonymes, voir Martin et Löf (homonymie).
Per Martin-Löf est un  logicien, philosophe et mathématicien suédois né en 1942. Il est  connu pour avoir développé la théorie des types intuitionnistes comme base constructive des mathématiques. Il est également à l'origine d'une des définitions toujours en vigueur d'une suite aléatoire.

## Biographie
Per Martin-Löf est un ornithologue amateur enthousiaste. Sa première publication scientifique en 1961 portait sur les taux de mortalité des oiseaux bagués.
Martin-Löf a écrit une thèse de licence sur la probabilité des structures algébriques, en particulier des demi-groupes, un programme de recherche dirigé par Ulf Grenander de l'université de Stockholm.
Jusqu'à sa retraite en 2009, Per Martin-Löf occupait la chaire de mathématiques et philosophie de l'université de Stockholm.

## Distinction reçues
- En 2005, Per Martin-Löf reçoit la Médaille Kolmogorov pour son travail sur l'axiome du choix[1].
- En 2006 il est Gödel Lecturer avec une conférence intitulée The two layers of logic.